# Brodiaea californica
Brodiaea californica ist eine Pflanzenart aus der Gattung Brodiaea in der Familie der Spargelgewächse (Asparagaceae). Die beiden Unterarten kommen nur in den westlichen US-Bundesstaaten Kalifornien und Oregon vor.

## Beschreibung

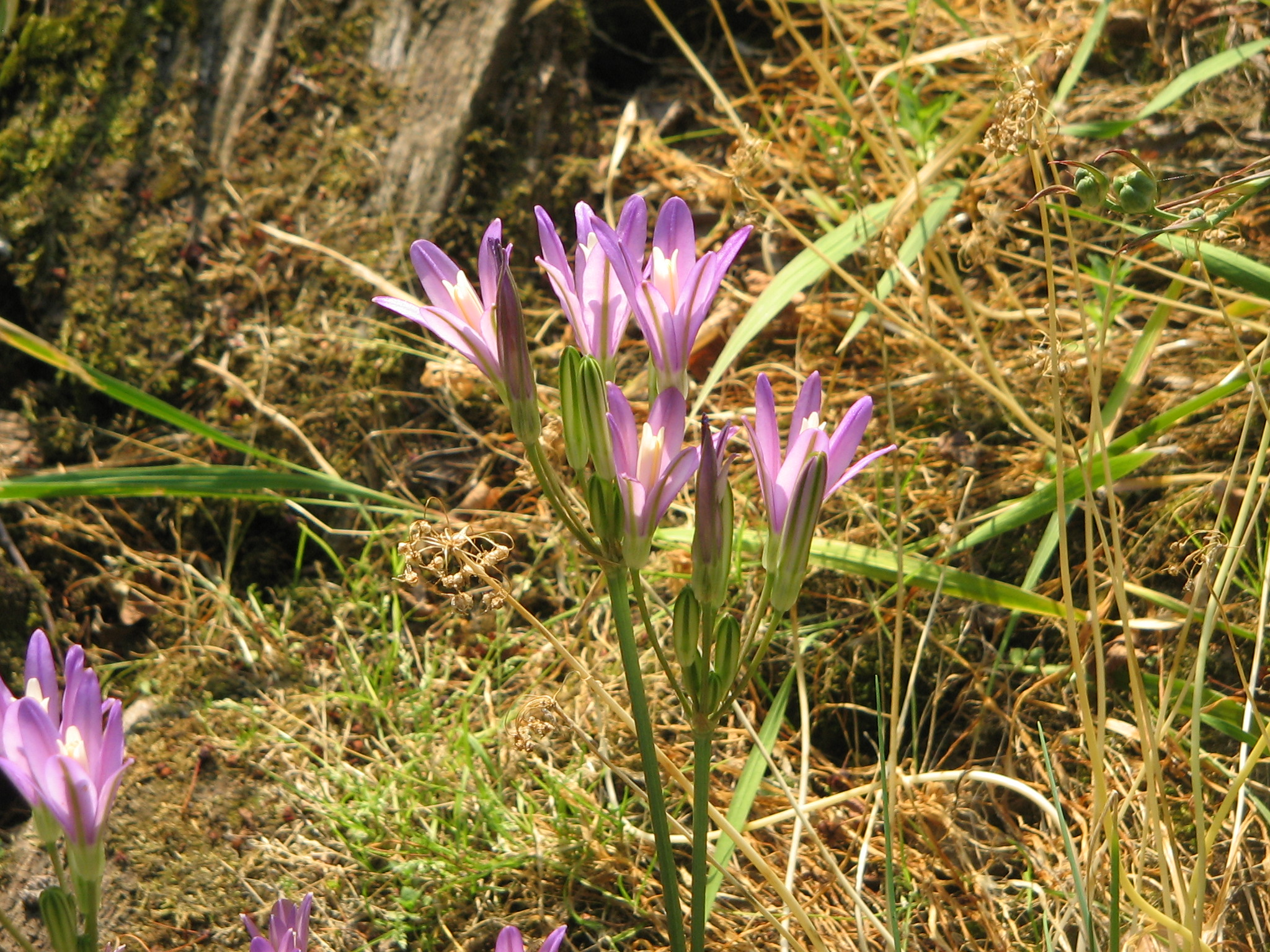
Blütenstände mit gestielten Blüten und Blütenknospen

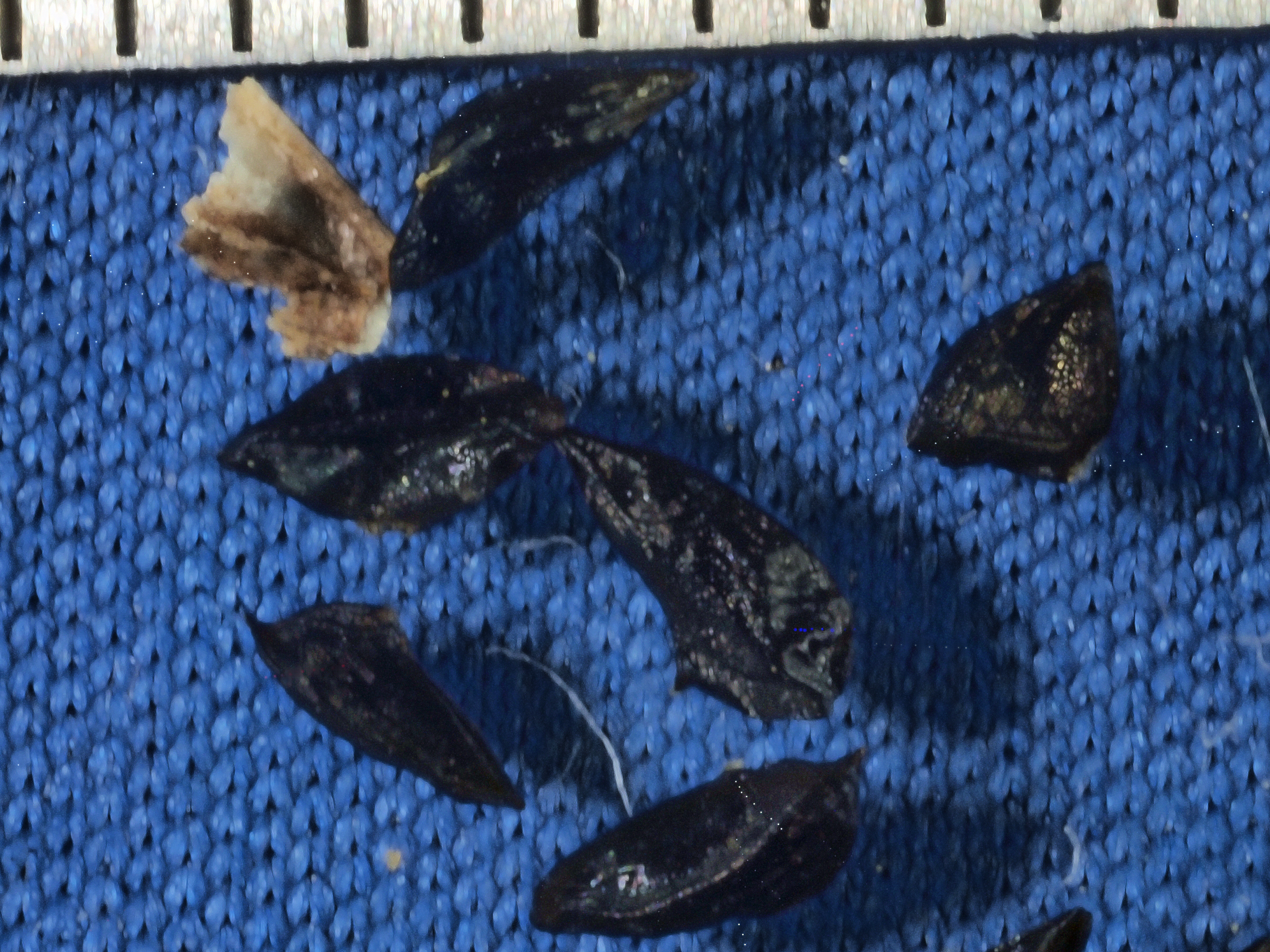
Schwarze Samen

### Vegetative Merkmale
Brodiaea californica wächst als ausdauernde krautige Pflanzen. Als Überdauerungsorgane werden Pflanzenknollen gebildet. Je Knolle werden während der Vegetationszeit ein bis sechs schmale Laubblätter produziert.

### Generative Merkmale
Der kräftige Blütenstandsschaft ist 20 bis 70 Zentimeter lang. Endständig auf dem Blütenstandsschaft befindet sich ein offener, doldiger Blütenstand. Die Tragblätter hüllen auch während der Blütenstand noch knospig ist nicht vollständig ein. Es sind auch Deckblätter vorhanden. Der Blütenstiel ist 2 bis 10 Zentimeter lang.
Die zwittrigen Blüten sind radiärsymmetrisch und dreizählig. Es sind zwei Kreise mit je drei Blütenhüllblättern vorhanden, die an ihrer Basis verwachsen sind. Die drei äußeren Blütenhüllblätter sind etwas schmaler als die inneren drei. Die sechs hell-rosafarbenen oder manchmal weißem Blütenhüllblätter sind zu einer bei einer Länge von 9 bis 12 Millimetern zylindrischen, durchscheinenden Blütenröhre verwachsen, die auch bis zur Fruchtreife aufspringt. Die Blütenkrone ist insgesamt 24 bis 38 Millimeter lang und der freie Teil der Blütenhüllblätter ist meist mehr als doppelt so lang wie die Blütenröhre. Der freie Teil der Blütenhüllblätter ist bei einer Länge von 20 bis 30 Millimeter sowie einer Breite von 4 bis 10 Millimetern ausgebreitet und am oberen Ende zurückgebogen. Bei Brodiaea californica befinden sich innerhalb der Blütenhüllblätter und mit diesen verwachsen drei sterile Staubblätter, also Staminodien, die kleinen Kronblättern ähneln und jeweils den äußeren Blütenhüllblättern gegenüber stehen. Bei den aufrechten, meist flachen, weißen oder hell-lilafarbenen und bei einer Länge von 16 bis 27 Millimetern schmal-linealischen Staminodien sind die Ränder 1/4 bis zu 1/2 nach oben eingerollt und das obere Ende ist gerundet. Die Staminodien und die Staubblätter sind etwa gleich lang. Die drei fertilen Staubblätter befinden sich gegenüber den inneren Blütenhüllblätter und gleichfalls an der Basis der Blütenhülle. Die Basis der 7 bis 10 Millimeter langen Staubfäden ist zwar verbreitet, aber bildet keine dreieckigen Flügel und falls überhaupt sind nur rudimentäre Anhängsel vorhanden. Die Größe und Form der Staubblätter und der Strukturen an der Basis der Staubfäden sind wichtige Bestimmungsmerkmale für die Brodiaea-Arten. Die Staubbeutel sind bei einer Länge von 9 bis 12 Millimetern linealisch mit gerundetem oberen Ende. Drei Fruchtblätter zu einem 5 bis 11 Millimeter langen, dreikämmerigen Fruchtknoten verwachsen. Der 15 bis 23 Millimeter lange Griffel endet in einer dreilappigen Narbe.
Die eiförmigen Kapselfrüchte öffnen sich fachspaltig = lokulizid. Die Samen sind schwarz.

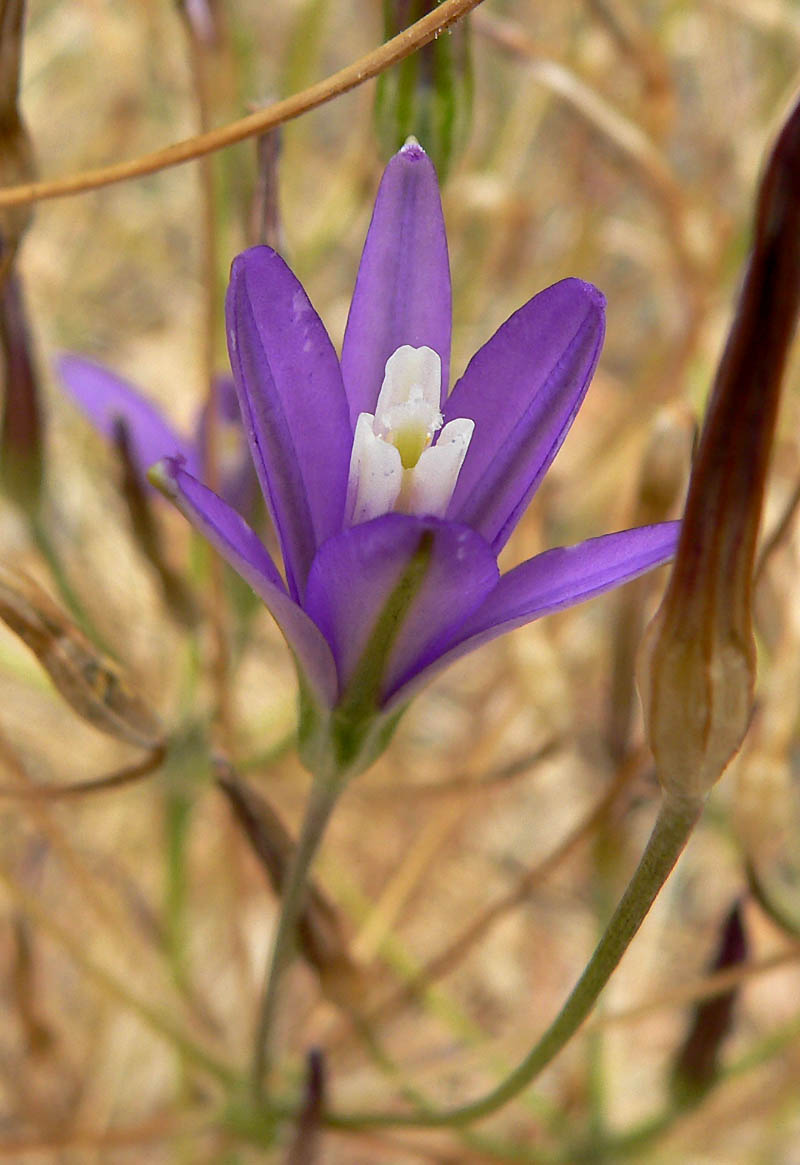
Blüte von Brodiaea californica subsp. leptandra

## Systematik und Verbreitung
Die Erstbeschreibung von Brodiaea californica erfolgte 1949 durch John Lindley in Journal of the Horticultural Society of London, Volume 4, Seite 84. Ein Synonym von Brodiaea californica Lindl. ist Hookera californica (Lindl.) Greene.
Von Brodiaea californica gibt es seit 2001 zwei Unterarten:
- Brodiaea californica Lindl. ex Lem. subsp. californica: Sie kommt nur im nördlichen Kalifornien vor.[1] Sie gedeiht im Vorgebirge, auf Grasland, in offenen Waldländern, auf steinigen Lehmböden in Höhenlagen von 0 bis 800 Metern. Vorkommen in Oregon sind nicht belegt.[2][5]
- Brodiaea californica subsp. leptandra (Greene) J.C.Pires (Syn.: Brodiaea californica var. leptandra (Greene) Hoover, Hookera leptandra Greene, Brodiaea leptandra (Greene) Baker, Hookera synandra A.Heller, Brodiaea synandra (A.Heller) Jeps.): Sie hat seit 2001 den Rang einer Unterart. Sie kommt nur in den kalifornischen Counties Lake County, Napa County sowie Sonoma County vor.[1] Sie gedeiht in offenen immergrünen Wäldern, Chaparral, auf steinigen Lehmböden, oft über Serpentingestein in Höhenlagen von 0 bis 900 Metern nur in den Küstengebirgen des nördlichen Kaliforniens.[2] Sie gilt bei manchen Autoren als Art Brodiaea leptandra (Greene) Baker.[6]